# Schladen-Werla
Schladen-Werla est une commune allemande située dans l'arrondissement de Wolfenbüttel en Basse-Saxe. 

## Géographie
Le territoire communal s'étend le long de la rivière Oker et son affluent l'Ilse, au nord du massif de Harz. La municipalité comprenant la ville historique de Hornburg, ainsi que les anciennes communes de Gielde, Schladen et Werlaburgdorf a été fondée le 1er novembre 2013.
La Bundesautobahn 36 traverse la commune à l'ouest de Schladen ; la Bundesstraße 82 (Goslar–Schöppenstedt) croise en direction ouest/est.

## Personnalités liées à la municipalité
- Clément II (1005-1047), pape né à Hornburg.
- Marie de Brunswick-Lunebourg (1566-1626), duchesse de Saxe-Lauenbourg né à Schladen.
- Leo von Klenze (1784-1864), architecte né à Schladen.
- Uwe Hain (1955-), footballeur né à Schladen.